# Heliocopris densissa
Heliocopris densissa là một loài bọ cánh cứng trong họ Bọ hung (Scarabaeidae).